# Mumbai-Marathon

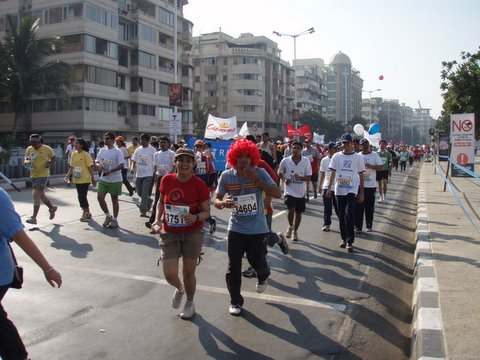
Läufer beim Mumbai-Marathon 2008

Der Mumbai-Marathon (offizielle Bezeichnung Tata Mumbai Marathon nach dem Titelsponsor, der Tata-Gruppe) ist hinsichtlich der Teilnehmerzahlen und der Elitestarter der bedeutendste Marathon Indiens. Er findet seit 2004 in Mumbai statt. Neben der vollen 42,195-km-Strecke gehören zum Programm auch ein Halbmarathon, ein Dream Run ohne Zeitnahme über 6 km, ein Senior Citizens’ Run über 4,3 km und ein Rennen für Rollstuhlfahrer über 2,5 km.
Start und Ziel aller Strecken ist vor dem Chhatrapati Shivaji Terminus. Nach anderthalb Kilometern erreicht man die Küstenstraße, auf der zunächst eine kurze Wendepunktstrecke nach Süden durchlaufen wird. Nach vier Kilometern geht es auf eine lange Wendepunktstrecke in Richtung Norden. Für die Halbmarathonläufer ist der Wendepunkt kurz hinter dem Nehru Centre, die Marathonläufer legen weitere 10 km in Richtung Norden zurück, bevor sie kehrtmachen.

## Statistik

### Streckenrekorde
- Männer: 2:07:32 h, Hayle Lemi (ETH), 2023 (schnellste Zeit auf indischem Boden)
- Frauen: 2:24:15 h, Anchialem Haymanot (ETH), 2023 (schnellste Zeit einer Frau auf indischem Boden)

### Siegerliste
Quelle: Website des Veranstalters
| Datum         | Männer                 | Nation    | Zeit    | Frauen              | Nation              | Zeit    |
| ------------- | ---------------------- | --------- | ------- | ------------------- | ------------------- | ------- |
| 15. Jan. 2023 | Hayle Lemi             | Äthiopien | 2:07:32 | Anchialem Haymanot  | Äthiopien           | 2:24:15 |
| 19. Jan. 2020 | Derara Hurisa          | Äthiopien | 2:08:09 | Amane Beriso        | Äthiopien           | 2:24:51 |
| 20. Jan. 2019 | Cosmas Kiplimo Lagat   | Kenia     | 2:09:15 | Worknesh Alemu      | Äthiopien           | 2:25:45 |
| 21. Jan. 2018 | Solomon Deksisa        | Äthiopien | 2:09:34 | Amane Gobena        | Äthiopien           | 2:25:49 |
| 15. Jan. 2017 | Alphonce Simbu         | Tansania  | 2:09:32 | Bornes Kitur        | Äthiopien           | 2:27:50 |
| 17. Jan. 2016 | Gideon Kipketer        | Kenia     | 2:08:35 | Shuko Genemo        | Äthiopien           | 2:27:50 |
| 18. Jan. 2015 | Tesfaye Abera          | Äthiopien | 2:09:46 | Dinknesh Mekash -2- | Äthiopien           | 2:30:00 |
| 19. Jan. 2014 | Evans Ruto             | Kenia     | 2:09:33 | Dinknesh Mekash     | Äthiopien           | 2:28:08 |
| 20. Jan. 2013 | Jackson Kiprop         | Uganda    | 2:09:32 | Valentine Kipketer  | Kenia               | 2:24:33 |
| 15. Jan. 2012 | Laban Moiben           | Kenia     | 2:10:48 | Netsanet Achamo     | Äthiopien           | 2:26:12 |
| 16. Jan. 2011 | Girma Assefa           | Äthiopien | 2:09:54 | Koren Jelela        | Äthiopien           | 2:26:56 |
| 17. Jan. 2010 | Dennis Musembi Ndiso   | Kenia     | 2:12:34 | Bizunesh Urgesa     | Äthiopien           | 2:31:09 |
| 18. Jan. 2009 | Kenneth Mburu Mungara  | Kenia     | 2:11:51 | Kebebush Haile      | Äthiopien           | 2:34:08 |
| 20. Jan. 2008 | John Ekiru Kelai -2-   | Kenia     | 2:12:23 | Mulu Seboka -3-     | Äthiopien           | 2:30:04 |
| 21. Jan. 2007 | John Ekiru Kelai       | Kenia     | 2:12:27 | Yang Fengxia        | Volksrepublik China | 2:36:16 |
| 15. Jan. 2006 | Daniel Rono            | Kenia     | 2:12:03 | Mulu Seboka -2-     | Äthiopien           | 2:33:15 |
| 16. Jan. 2005 | Julius Kipkemboi Sugut | Kenia     | 2:13:20 | Mulu Seboka         | Äthiopien           | 2:35:03 |
| 15. Feb. 2004 | Hendrick Ramaala       | Südafrika | 2:15:47 | Wioletta Uryga      | Polen               | 2:47:53 |